# 瑞旺泽
瑞旺泽（法語：Juvanzé，法語發音：[ʒyvɑ̃ze]）是法国奥布省的一个市镇，属于奥布河畔巴尔区。

## 地理
瑞旺泽（48°19'0"N, 4°33'37"E）面积4.94 平方千米，位于法国大東部大區奥布省，该省份为法国中北部省份，北起马恩省，西接塞纳-马恩省，西南至约讷省，东南至科多尔省，东临上马恩省。
与瑞旺泽接壤的市镇（或旧市镇、城区）包括：拉罗蒂耶尔、特拉讷、于尼安维尔。

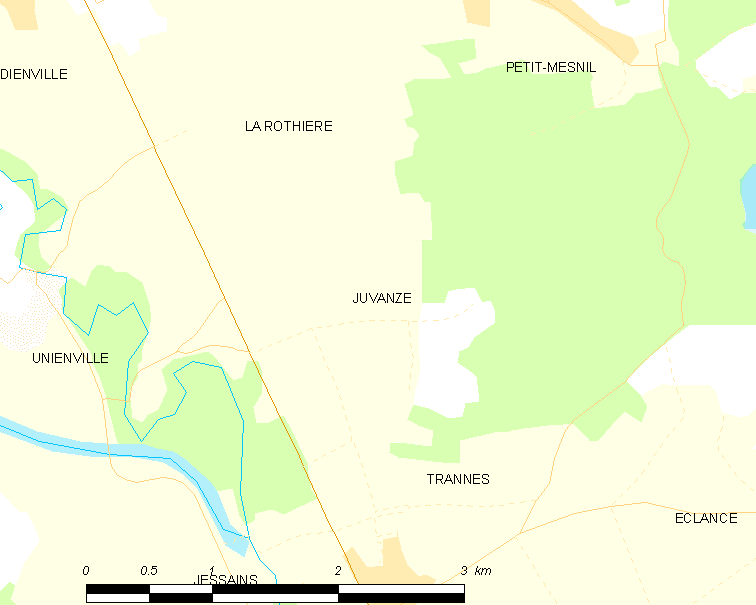
瑞旺泽的OSM定位图

瑞旺泽的时区为UTC+01:00、UTC+02:00（夏令时）。

## 行政
瑞旺泽的邮政编码为10140，INSEE市镇编码为10183。

## 政治
瑞旺泽所属的省级选区为布列讷堡县。

## 人口

1962-2008年间瑞旺泽人口变化图示

瑞旺泽于2022年1月1日时的人口数量为35人。